# (2364) Seillier
(2364) Seillier (1978 GD) – planetoida z pasa głównego asteroid okrążająca Słońce w ciągu 5,67 lat w średniej odległości 3,18 au. Odkryta 14 kwietnia 1978 roku.